# Ḫakmiš

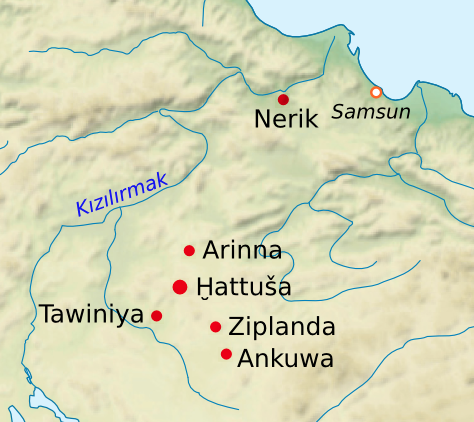
Ḫakmiš liegt im Gebiet zwischen Ḫattuša und Nerik

Ḫakmiš (auch Ḫakmišša oder Ḫakpiš(ša)) war eine hethitische Stadt im nördlichen Zentralanatolien, deren genaue Lage unbekannt ist. Es lag nördlich der Hauptstadt Ḫattuša und südlich der bedeutenden Kultstadt Nerik. Möglicherweise ist sie in der Nähe von Çorum zu lokalisieren.
Nach dem Verlust von Nerik an die Kaškäer im 15. Jahrhundert v. Chr., die „den Dienst der Götter vernachlässigen“, verlegten der hethitische Großkönig Arnuwanda I. (Mittleres Reich) und seine Frau und amtierende Großkönigin Ašmunikal den Gottesdienst nach Ḫakmiš.
Im frühen 13. Jahrhunderts machte Muwattalli II. Ḫakmiš zur Hauptstadt des nördlichen Teils des Hethiterreichs und setzte seinen Bruder Ḫattušili III. dort als Vizekönig ein. Dieser eroberte von dort aus Nerik zurück. Nach der Schlacht von Kadesch (1274 v. Chr.), in der Ḫattušili ein Kontingent aus Ḫakmiš führte, machte er seine neue Ehefrau Puduḫepa zur Königin von Ḫakmiš. Als Muwatallis Sohn und Nachfolger Muršili III. Ḫattušili III. die Herrschaft über Ḫakmiš und Nerik entziehen wollte, usurpierte dieser den hethitischen Thron und schickte seinen Neffen Muršili in die Verbannung. Später setzte Ḫattušili seinen Sohn und späteren Nachfolger Tudḫalija IV. als Verwalter in Ḫakmiš ein.
Die lokalen Kulte in Ḫakmiš zeigen deutlich hattisches Gepräge. Zu den genannten Gottheiten gehören der Vegetationsgott Telipinu und seine Frau Ḫatepinu, Ḫuzziya, Ḫuwattašši und verschiedene Wettergötter, wie der Wettergott des Gewitters (Tarḫunna ḫaršiḫaršiyaš) oder der des Regens (T. ḫeyawaš). Wenn es im Frühling erstmals donnerte, wurde das lokale Frühlingsfest eröffnet und der Wettergott der Wiese zur ḫuwaši-Stele getragen, wo ihm ein Rind und ein Schaf geopfert wurden. Am Fest des Wettergottes des Regens wurde beim Ausgießen eines Gefäßes auf den Erdboden gebetet:

„Wettergott mein Herr, mache Regen in großen Mengen. Sättige die dunkle Erde!“